# 54 Piscium
54 Piscium, som är stjärnans Flamsteed-beteckning, är en dubbelstjärna i den sydvästra delen av stjärnbilden Fiskarna. Den har en genomsnittlig kombinerad skenbar magnitud på ca 5,88 och är svagt synlig för blotta ögat där ljusföroreningar ej förekommer. Baserat på parallaxmätning inom Hipparcosuppdraget på ca 89,8 mas, beräknas den befinna sig på ett avstånd på ca 36 ljusår (ca 11 parsek) från solen. Den rör sig närmare solen med en heliocentrisk radialhastighet på ca -34 km/s.

## Egenskaper
Primärstjärnan 54 Piscium A är en orange till gul stjärna i huvudserien av spektralklass K0 V,. Den har en massa som är omkring 75 procent av solens massa, en radie som är omkring 95 procent av solens och utsänder drygt 50 procent energi jämfört med solens från dess fotosfär vid en effektiv temperatur på ca 5 100 K. Det finns en viss osäkerhet i den vetenskapliga litteraturen om stjärnans metallicitet. Santos et al. (2004) rapporterar logaritmen sv mängdförhållandet järn till väte, [Fe/H], till 0,12 dex, medan Cenarro et al. (2007) publicerade ett värde av –0,15 dex.
54 Piscium är en misstänkt variabel som varierar mellan visuell magnitud +5,83 och 5,89 utan någon fastslagen periodicitet.

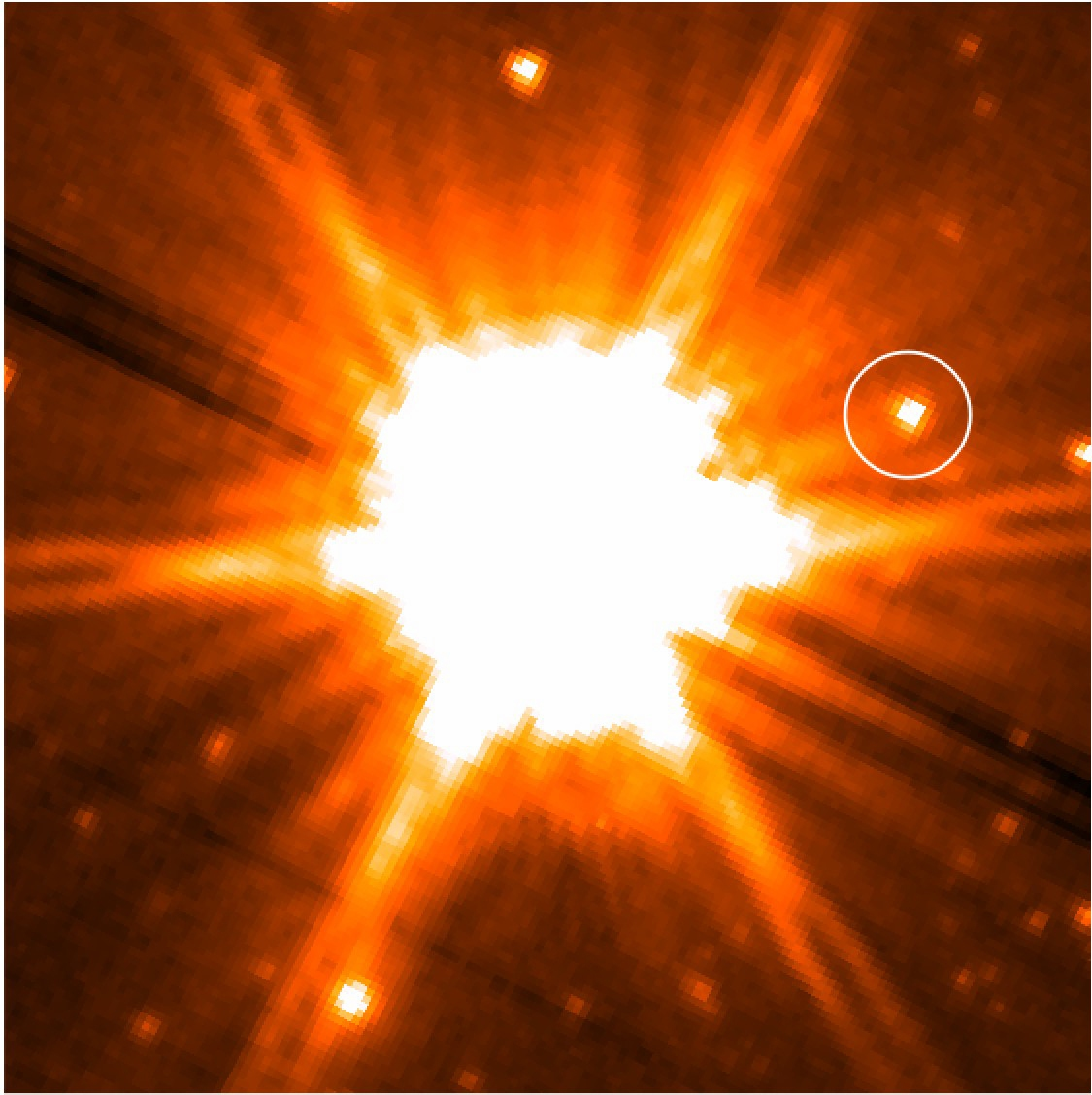
54 Piscium A och den bruna dvärgen 54 Piscium B (inringad).

År 2006 upptäcktes en brun dvärg i omlopp runt stjärnan. Den har fått beteckningen 54 Piscium B och tros vara av spektraltyp"T7.5V". Magnituden hos detta substellära objekt tyder på att det har en massa av 0,051 av solens (50 gånger Jupiters massa) och 0,082 gånger solens radie. I likhet med Gliese 570 D tros denna bruna dvärg ha en yttemperatur på ca 810 K (537° C).
När 54 Piscium B direktavbildades av NASA:s Spitzerteleskop, visade det sig att den bruna dvärgen hade en projicerad separation av ca 476 astronomiska enheter från primärstjärnan. 54 Piscium B var den första bruna dvärgen som upptäcktes runt en stjärna med en redan känd exoplanet (baserad på undersökningar av radiell hastighet ).

## Exoplanet

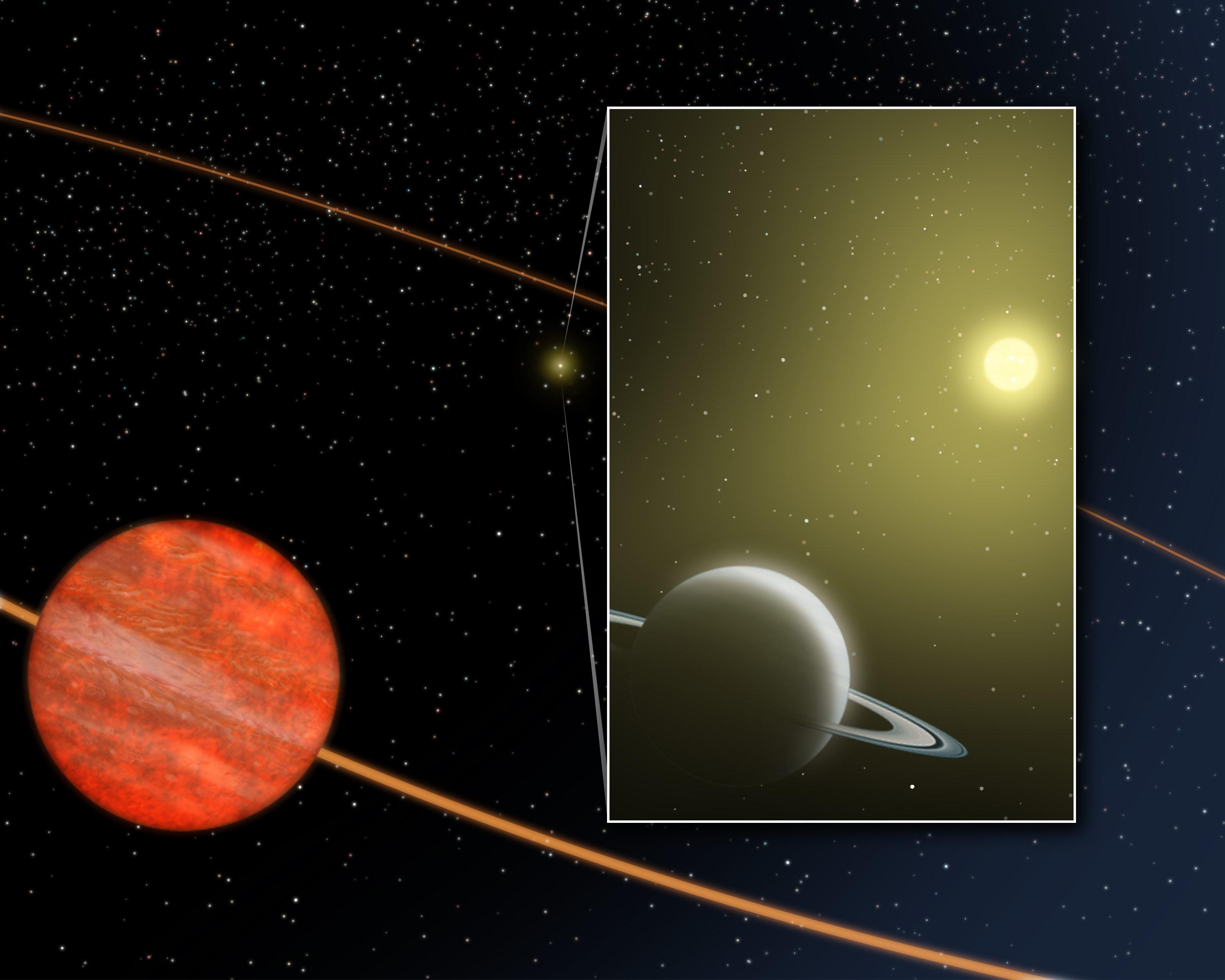
En konstnärs intryck av den bruna dvärgen 54 Piscium B och planeten 54 Piscium b.

Närvaron av en exoplanet vid stjärnan upptäcktes den 16 januari 2002 och beräknas vara ungefär av Saturnus storlek och massa och fick beteckningen 54 Piscium b. Planeten kretsar runt dess stjärna på ett avstånd av 0,28 astronomiska enheter (som skulle ligga inom Merkurius omloppsbana), med en omloppsbana av ca 62 dygn. Den har en stor excentricitet på ca 0,65 och en mycket elliptisk bana tydde på att gravitationen hos ett osynligt objekt längre bort från stjärnan drog planeten utåt. Detta förhållande bekräftades genomupptäckten av den bruna dvärgen i konstellationen.
År 2013 observerades vad som förmodas vara ännu en planet i omloppsbana runt 54 Piscium A. Den har fått beteckningen 54 Piscium c, men är än så länge obekräftad (2019). 
| Planet | Massa           | Halv storaxel (AE) | Siderisk omloppstid (d) | Excentricitet | Inklination | Radie |
| ------ | --------------- | ------------------ | ----------------------- | ------------- | ----------- | ----- |
| b      | >0,227±0,023 MJ | 0,296±0,017        | 62,206±0,021            | 0,618±0,051   | – o         | –     |
| c      | 0,03 MJ         | 0,186              | 31                      | 0,04 – o      | –           |       |